# Elf-Gebote-Kirche

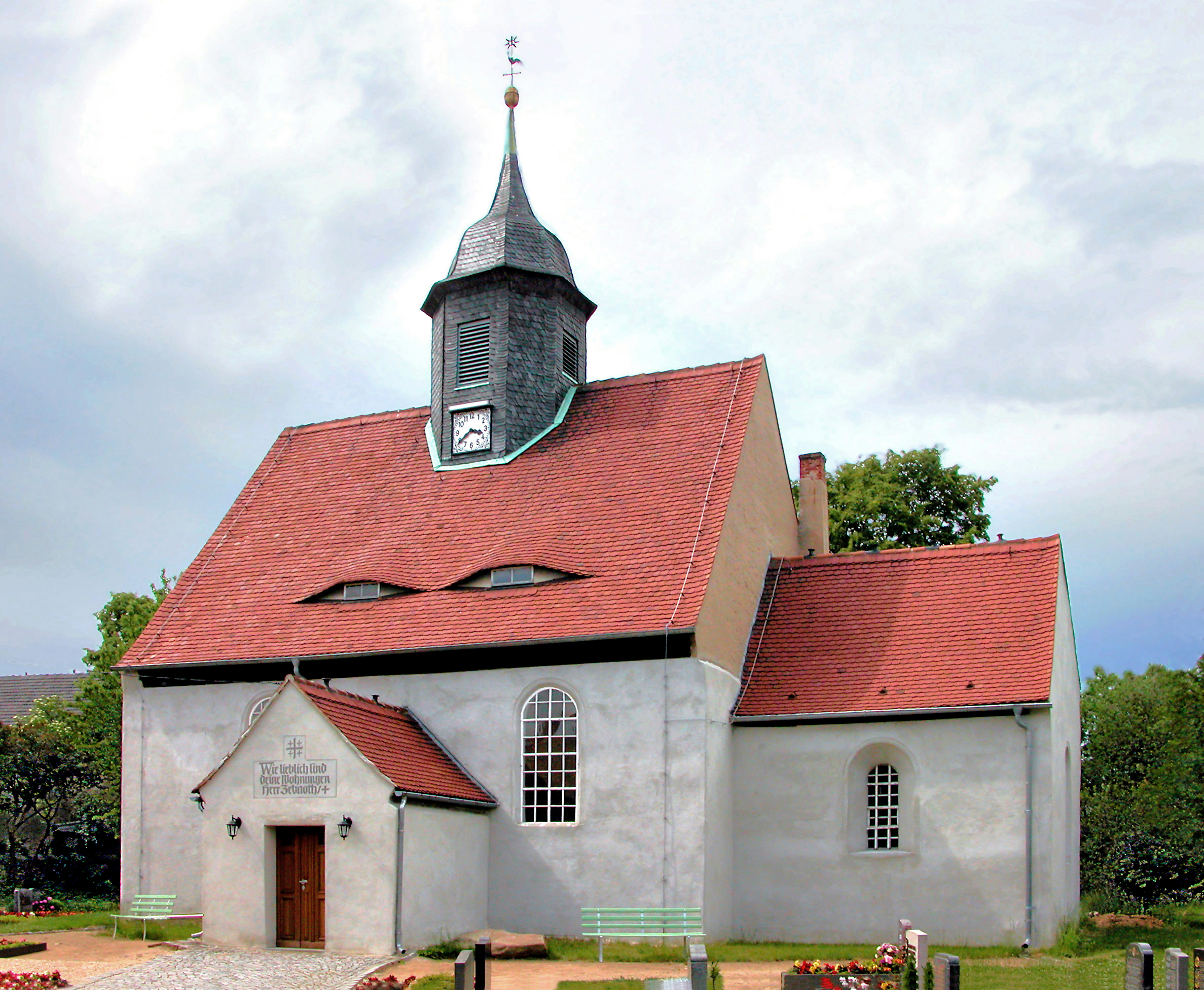
Schönborner Elf-Gebote-Kirche

Als Elf-Gebote-Kirche bezeichnet wird das Gotteshaus der evangelisch-lutherischen Kirchgemeinde in der Ortschaft Schönborn im Nordosten der sächsischen Landeshauptstadt Dresden. Die in schlichten Formen gehaltene Kirche, ein Schuppen und die Kirchhofsmauer stehen unter Denkmalschutz.

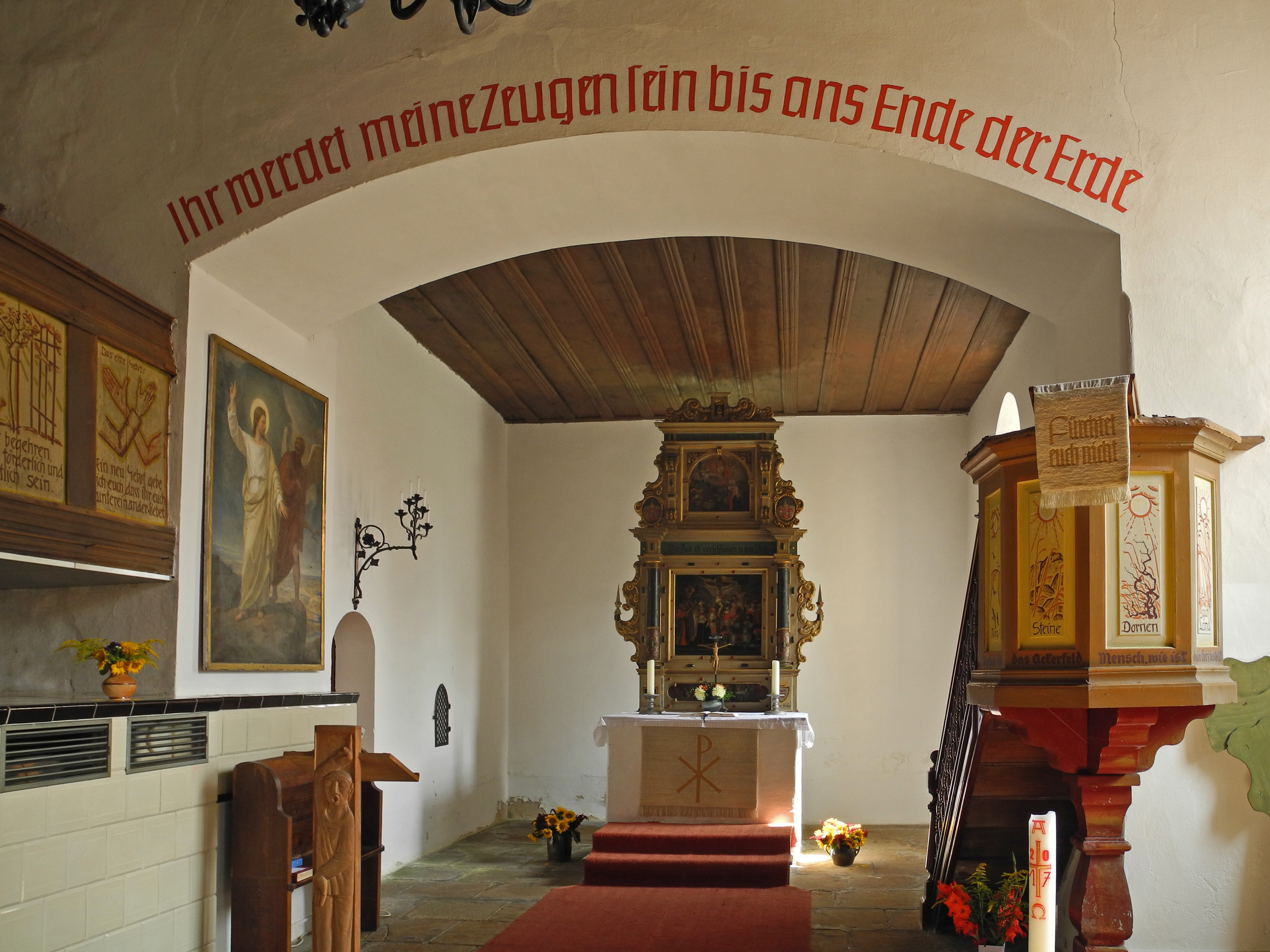
Kirchenraum mit Altar, Kanzel und dem namensgebenden 11. Gebot an der Empore

Der nicht nur von der Kirchgemeinde genutzte Name rührt daher, dass die Empore mit Bildtafeln ausgeschmückt ist, an denen auch die alttestamentarischen 10 Gebote dargestellt sind. Den Abschluss zum Altarraum bildet seit 1928 eine mit „Das elfte Gebot“ überschriebene Tafel mit der Aussage: „Ein neu Gebot gebe ich euch, dass ihr euch untereinander liebet.“ Sie entstammt dem Neuen Testament, Johannes 13,34  und ist im Kontext der Entstehungszeit der Bemalung in der Spätphase der Weimarer Republik zu sehen.

## Geschichte
Bereits in der Mitte des 13. Jahrhunderts scheint in Schönborn eine steinerne romanische Kapelle gestanden zu haben. An ihrer Stelle ist 1607 eine Kirche erbaut worden, die 1652 einem von einem Blitzschlag verursachten Brand zum Opfer fiel. Daraufhin entstand 1653 bis 1664 der gegenwärtige Kirchenbau, der Elemente der Vorgängerbauten einbezieht.
Der Tornado am Pfingstmontag im Jahr 2010 beschädigte die Spitze des Dachreiters. Sie wurde 2012 erneut aufgesetzt.

## Das Kirchengebäude

### Außenansicht
Die Wände des auf rechteckigem Grund erbauten Kirchenschiffs bestehen aus dickem Bruchsteinmauerwerk und sind wohl schon um die Mitte des 13. Jahrhunderts entstanden. Nach dem Brand im Jahr 1652 erhielt es einen quadratischen, östlich angesetzten Altarraum. Die sich nordöstlich an das Schiff anschließende Sakristei scheint älter zu sein, worauf ihr rippenloses Kreuzgratgewölbe in der Art Arnolds von Westfalen aus der Mitte des 15. Jahrhunderts hindeutet. Die tieflaibigen Rundbogenfenster sind klein, diejenigen am Chor entstammen noch der romanischen Bauzeit. Ein achteckiger und mit Schiefer gedeckter Dachreiter mit geschweifter Haufe sitzt auf der Mitte des Firsts des Satteldachs.

### Innenansicht
Der Zugang zur Kirche erfolgt vom Süden her. Unter der flachen Decke des Kirchenschiffs, die auf einem kräftigen Unterzug ruht, hat an der West- und Nordseite eine 1653 erbaute Empore Platz. Aus der gleichen Zeit entstammt die sich gegenüber befindliche Kanzel.
Das Bild Christi Versuchung malte Carl Bertling im Jahr 1902. Die Emporenbilder sind 1928 von Georg Gelbke gemalt worden. Die Vorschläge lieferte ihm der Seifersdorfer Pfarrer Karl Josef Friedrich, bei dem sich Gelbke öfter aufhielt. Für das Lutherbild der Kirche zeichnet Gelbke ebenfalls verantwortlich.

## Ausstattung

### Altar
Der Altar erhielt 1664 seinen säulentragenden Aufbau mit der Abendmahlsdarstellung in der Predella, der Kreuzigungsszene im Mittelfeld und der Auferstehung im verkröpften Gebälk der Attika.

### Glocken und Orgel

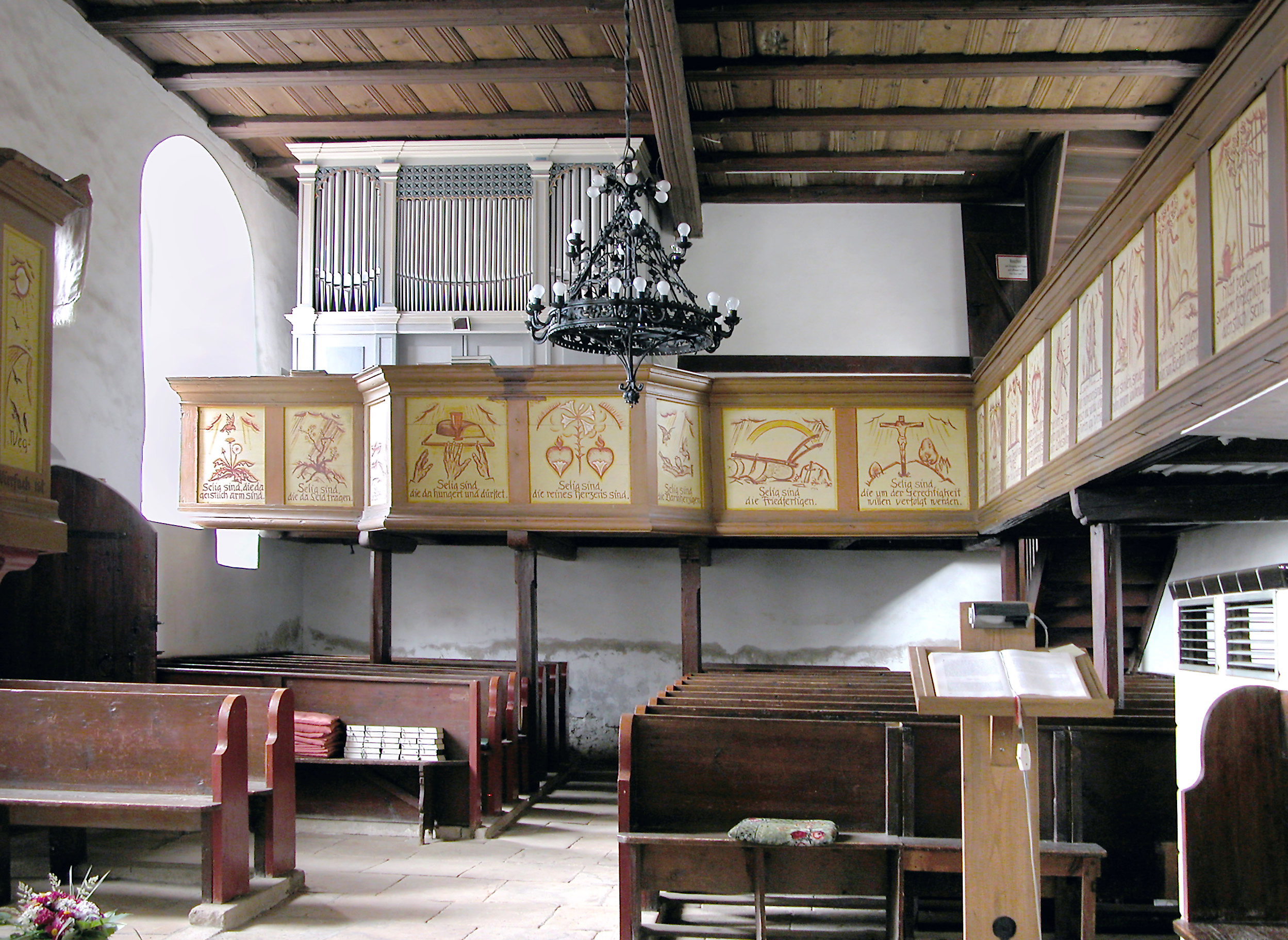
Westempore mit Orgel

Die Kirche erhielt 1653 eine von Andreas Herold und 1701 eine von Michael Weinhold gegossene Glocke. Beide mussten im Ersten Weltkrieg als Kriegsmetallspende abgegeben werden. Im Jahr 1925 erhielt die Kirche drei neue Bronzeglocken aus der Dresdner Gießerei Bruno Pietzel, von denen zwei 1942 abermals für Rüstungszwecke abgegeben werden mussten.
Die übrig gebliebene Glocke mit dem Schlagton h’ konnte 1992 durch eine zweite Glocke mit dem Schlagton d” ergänzt werden, die 1990 in der Karlsruher Glockengießerei Metz entstand.
Friedrich Jahn erbaute 1832 die am südlichen Ende der Westempore stehende mechanische Schleifladenorgel. Sie hat ein Manual mit 10 Registern und erhielt 1860 einen spätklassizistischen Prospekt. Wilhelm Rühle restaurierte sie 2018.

## Friedhof
Der Kirchhof umgibt die Schönborner Kirche und wird von einer denkmalgeschützten Mauer begrenzt. Mit 1.560 m² ist er einer der kleinsten Friedhöfe in Dresden.